# КМФ Коњарник
КМФ Коњарник је српски клуб малог фудала са Коњарника, предграђа Београда, основан давног    20. јануара 1980. године. КМФ Коњарник је најстарији футсал клуб у Србији и региону, а своје утакмице као домаћин игра у спортском центру Шумице. 

## Успеси
Куп Београда:
- Првак : 2010/11, 2019/2020

## Бивши играчи
- Зоран Мирковић
- Дејан Смиљанић
- Душан Петрић
- Милинко Михајловић
- Богдан Булатовић
- Зоран Жигић
- Лука Стојановић
- Јован Ристановић